# یهودیان کوچین
یهودیان کوچین (به انگلیسی: Cochin Jews)(که همچنین به نام یهودیان مالابار یا کوچینیم معروف هستند|عبری: יהודי קוצ'ין‎، آوانگاری: Yehudey Kochin) قدیمی‌ترین گروه یهودیان هند هستند که بنا بر گفته‌ها، ریشهٔ آنها به دوران حضرت سلیمان بر می‌گردد. یهودیان کوچین در پادشاهی کوچین در جنوب هند، که اکنون قسمتی از ایالت کرالا است، مستقر شده بودند. در اوایل قرن دوازدهم، از سوی بنیامین تطیلی به یهودیان جنوب هند اشاره شده‌است. آنها به خاطر رشد گویش مالایالم– یهودی، لهجه ای از زبان مالایالم، معروف هستند.